# Séverin Naudet
 (août 2022).
 (août 2022).
Séverin Naudet est un conseiller politique et entrepreneur du numérique français. 

## Carrière
Il devient en 2004 conseiller auprès du Ministre de la Culture et de la Communication Renaud Donnedieu de Vabres jusqu'en 2006. Il entre au cabinet du nouveau Premier ministre François Fillon de mai 2007 à 2011 comme conseiller pour les affaires numériques. 
Il crée la plateforme d’Open Data française Data.gouv.fr en 2011 et prend la tête d’Etalab,,. 
En 2013, il crée avec Yannick Bolloré la société Socialyse, dédiée au marketing digital et aux réseaux sociaux.[source insuffisante]
Il devient ensuite directeur l’entreprise de coworking WeWork en octobre 2016, au moment de son implantation en France. En juin 2018, il rejoint le groupe de conseil international Mantu. Il en devient vice-président en juillet 2020. 

## Distinctions
- Chevalier de l’Ordre National du Mérite (2018)[8]